# Berezovca, Cernivți
Berezovca (în ucraineană Березівка, transliterat: Berezivka) este localitatea de reședință a comunei Berezovca din raionul Cernivți, regiunea Vinnița, Ucraina.

## Demografie
Componența lingvistică a localității Berezovca
     Ucraineană (99,39%)
     Alte limbi (0,61%)
Conform recensământului din 2001, majoritatea populației localității Berezovca era vorbitoare de ucraineană (99,39%), existând în minoritate și vorbitori de alte limbi.